# La Belle et la Bête (film, 1908)
Pour les articles homonymes, voir La Belle et la Bête#Adaptations.
Pour plus de détails, voir Fiche technique et Distribution.
La Belle et la Bête est un court métrage muet français réalisé par Albert Capellani, sorti en 1908. Julienne Mathieu en est l'une des interprètes.

## Synopsis
Un marchand et son serviteur partent en voyage d'affaires et se perdent dans un magnifique jardin. Cueillant une rose sans autorisation, le marchand est menacé de mort par le propriétaire des lieux, une repoussante bête, et ne peut sauver sa vie qu'en promettant de lui donner l'une de ses filles en mariage. La plus brave de ses trois filles se constitue prisonnière...

## Fiche technique
- Titre original : La Belle et la Bête
- Réalisation : Albert Capellani
- Scénario : d’après le conte de Jeanne-Marie Leprince de Beaumont (1757)
- Société de production : Pathé Frères
- Pays d'origine :  France
- Durée : 11 min (190 m[1])

## Distribution
- Julienne Mathieu
- Le père
- Le serviteur
- Les deux sœurs

## Analyse
Mal conservé, le film se résume désormais à un fragment de quatre minutes, de piètre qualité, où l'on devine deux ou trois scènes superbes... L'ajout de couleurs en Pathécolor, c'est-à-dire peintes au pinceau et avec pochoir par les petites mains des ateliers, y est pour beaucoup. On reconnait également l'influence de Méliès, en particulier dans les effets spéciaux au moment de l'apparition de la bête.